# Coryphantha salinensis
Coryphantha salinensis är en kaktusväxtart som först beskrevs av Poselg., och fick sitt nu gällande namn av Dicht och A. Lüthy. Coryphantha salinensis ingår i släktet Coryphantha, och familjen kaktusväxter. Inga underarter finns listade i Catalogue of Life.